# Hrabstwo Strafford
Hrabstwo Strafford (ang. Strafford County) – hrabstwo w stanie New Hampshire w Stanach Zjednoczonych. Obszar całkowity hrabstwa obejmuje powierzchnię 383,91 mil² (994,32 km²). Według szacunków United States Census Bureau w roku 2010 miało 123 143 mieszkańców.
Hrabstwo powstało w 1769 roku. 

## Miejscowości
- Barrington
- Dover
- Durham
- Farmington
- Lee
- Madbury
- Middleton
- Milton
- New Durham
- Rollinsford
- Rochester
- Somersworth
- Strafford[4]

## CDP
- Durham
- Farmington
- Milton
- Milton Mills[4]

| Populacja hrabstwa w poprzednich latach | Populacja hrabstwa w poprzednich latach |
| Rok                                     | Liczba ludności                         |
| --------------------------------------- | --------------------------------------- |
| 1980                                    | 85 324                                  |
| 1990                                    | 104 233                                 |
| 2000                                    | 112 233                                 |
| 2005                                    | 119 015                                 |